# Calle de Garcilaso
La calle de Garcilaso es una vía pública de la ciudad española de Madrid, situada en el barrio de Trafalgar, distrito de Chamberí.

## Descripción
La vía discurre desde la calle de Luchana, donde conecta con la de Manuel Silvela, hasta la de Raimundo Lulio. Honra con el título a Garcilaso de la Vega, militar y poeta del Siglo de Oro. Aparece descrita en Las calles de Madrid (1889) de Hilario Peñasco de la Puente y Carlos Cambronero con las siguientes palabras:

Garcilaso. Desde la Ronda de Santa Bárbara, hoy calle de Sagasta, á la de Raimundo Lulio. Es de apertura moderna. Garcilaso de la Vega nació en Toledo en 1503. Se distinguió en la carrera de las armas, habiendo asistido á la batalla de Pavía y formado parte de la expedición á Túnez. Como poeta no conquistó menores laureles; tanto, que él y Boscán, su amigo, son considerados como los padres de la buena escuela. La primera edición de sus odas, églogas y elegías se hizo en Vencia en 1553. Murió en Niza en 1536 de resultas de haberle caído una piedra en la cabeza escalando una torre al frente de sus soldados.
(Peñasco de la Puente y Cambronero, 1889, pp. 238-239)